# 보토패스
보토패스(Botopass, Born to be Passion)는 WKS ENE와 JMG가 2020년 결성한 대한민국의 걸 그룹이다. 이 그룹은 2020년 8월 26일 플라밍고(Flamingo)를 통해 데뷔했다.

## 역사

### 2020-2022: 왕따 논란, 플라밍고로 데뷔 및 해체
보토패스로 데뷔하기 전 최샹, 서윤, 지원은 WKS ENE의 전 걸그룹 아이러브(ILuv) 멤버였다. 당초 8월 초 데뷔 예정이었던 이 그룹은 전 아이러브 멤버 민아가 동료 멤버들에게 괴롭힘을 당했다는 이유로 데뷔가 연기됐다. 이로 인해 아이러브 세 멤버의 라인업 제외를 요구하는 목소리가 나오기 시작했다. 지난 8월 26일 싱글 앨범 'Flamingo'와 완전체 오리지널 라인업으로 데뷔했다.
미희는 2021년 9월 MBC 서바이벌 프로그램 '나의 십대 소녀' 출연을 확정 지으며 그룹에서 잠정 활동을 중단했다.
2022년 8월 25일, 공식 데뷔 2년 만에 그룹이 공식적으로 해체되었다.

## 구성원
- 미희
- 지원
- 최상
- 서윤
- 리아
- 하린
- 시호
- 아윤